# کادیلاک اس‌تی‌اس-وی
کادیلاک اس‌تی‌اس-وی (Cadillac STS-V) خودرویی است که در سال‌های ۲۰۰۵ تا ۲۰۱۰تولید شده‌است. طراحی آن خودروهای موتور جلو-محور عقب بوده است. سیستم جعبه‌دندهٔ آن ۶ دنده به صورت خودکار است.